# Rezerwat przyrody Podskalský Roháč
Rezerwat przyrody Podskalský Roháč (słow. Národná prírodná rezervácia Podskalský Roháč) – rezerwat przyrody w pasmie górskim Sulowskich Wierchów w Karpatach Zachodnich na Słowacji. Powierzchnia 105,57 ha.

## Położenie
Obejmuje masyw szczytu Roháč (720 m n.p.m.) na południowym skraju Sulowskich Wierchów w granicach katastralnych wsi Podskalie i Horný Moštenec. Leży ok. 16 km na pd.-wsch. od Powaskiej Bystrzycy, w granicach Obszaru Chronionego Krajobrazu Gór Strażowskich.

## Historia
Rezerwat został powołany rozporządzeniem Ministerstwa Środowiska Republiki Słowackiej nr 83/93 z dnia 23 marca 1993 r. Obowiązuje w nim 5. (najwyższy) stopień ochrony.

## Charakterystyka przyrodnicza
Skalny grzebień ze szczytami Roháč (720 m n.p.m.) i Veľké skaly (628 m n.p.m.), długi na ponad 2 km, wypreparowany jest w jasnoszarych, na zwietrzałych powierzchniach prawie zupełnie białych zlepieńcach tzw. sulowskich, wielkoziarnistych aż do postaci brekcji, spojonych lepiszczem wapiennym. Rzeźba powierzchni jest mocno rozczłonkowana, spotkamy tu wiele formacji skalnych o kształtach ambon, baszt, igieł, skalnych okien itp.
Florę rezerwatu zdominowały rośliny wapieniolubne. Obserwujemy tu przenikanie się gatunków górskich (karpackich) z całą paletą ciepłolubnych gatunków pontyjskich, panońskich i śródziemnomorskich.
Głównym gatunkiem lasotwórczym jest buk pospolity. Wśród drzew i krzewów godnymi wspomnienia są dąb omszony, cis pospolity, reliktowe sosny na niedostępnych półkach skalnych, dereń jadalny, róże: polna i rdzawa oraz irga czarna.
Z rzadkich gatunków roślin rosną tu m.in. goździk postrzępiony wczesny (endemit karpacki), ostnica powabna, Fumana procumbens z rodziny czystkowatych, len złocisty, sasanka słowacka, aster gawędka, a także pierwiosnek łyszczak i zawilec wielkokwiatowy. Spośród storczykowatych występują tu żłobik koralowy, storczyk kukawka, a także charakterystyczny dla muraw kserotermicznych dwulistnik muszy.
W faunie zwraca uwagę bogactwo owadów, zwłaszcza motyli.

## Powód ochrony
Teren cenny z punktu widzenia geomorfologicznego i krajobrazowego, miejsce występowania wielu chronionych, rzadkich i zagrożonych gatunków roślin i zwierząt.

## Turystyka
Przez teren rezerwatu prowadzi dostępna całorocznie ścieżka przyrodnicza, wiodąca przez szczyt Veľké skaly na Podskalský Roháč. Początek: przy kaplicy na wsch. skraju wsi Podskalie.